# Планиране на здравословни общности
Планиране на здравословни общности е планиране на общности, които улесняват за хората възможността да живеят здравословно, това може да бъде например даването на възможност на хората да са физически активни и социално ангажирани като част от тяхната ежедневна дейност, като така подобряват тяхното физическо и умствено здраве. Планирането на такива обности може да дава предимство в следните области:
- Увеличаване на физическата активност
- Подобряване на качеството на въздуха
- Понижаване на риска от наранявания
- Увеличаване на социалните връзки и усещане за общност

|  | Тази страница частично или изцяло представлява превод на страницата Healthy community design в Уикипедия на английски. Оригиналният текст, както и този превод, са защитени от Лиценза „Криейтив Комънс – Признание – Споделяне на споделеното“, а за съдържание, създадено преди юни 2009 година – от Лиценза за свободна документация на ГНУ. Прегледайте историята на редакциите на оригиналната страница, както и на преводната страница, за да видите списъка на съавторите. ВАЖНО: Този шаблон се отнася единствено до авторските права върху съдържанието на статията. Добавянето му не отменя изискването да се посочват конкретни източници на твърденията, които да бъдат благонадеждни. |